# Reichspräsident

Standarte des Reichspräsidenten mit dem Reichsadler (1919–1921)

Standarte des Reichspräsidenten mit dem Reichsadler (1921–1926)

Standarte des Reichspräsidenten mit dem Reichsadler (1926–1933)

Standarte des Reichspräsidenten mit dem Reichsadler (1933–1934)

Der Reichspräsident war das Staatsoberhaupt des Deutschen Reiches von 1919 bis 1934 und im Mai 1945. Das Amt existierte zunächst auf Grundlage des Gesetzes über die vorläufige Reichsgewalt vom 10. Februar 1919 und dann auf Grundlage der Weimarer Verfassung vom 11. August 1919. Mit Ausnahme der noch durch die Nationalversammlung erfolgten Wahl von Friedrich Ebert wurde er direkt vom Volk für sieben Jahre gewählt. Eine Wiederwahl war zulässig, wobei diese Vorschrift aber nur bei der erneuten Wahl Hindenburgs zum Tragen kam. Darüber hinaus war der Reichspräsident Oberbefehlshaber der Streitkräfte, er ernannte und entließ den Reichskanzler und er konnte den Deutschen Reichstag auflösen. In den Jahren 1919–1923 und vor allem ab 1930 ergänzte bzw. großteils ersetzte der Reichspräsident mit Notverordnungen die Gesetzgebung des Reichstags.
Aus diesem Grund wird im Rückblick seine Stellung im politischen System oft als zu stark beurteilt (was vielfach mit dem Schlagwort Ersatzkaiser beschrieben wurde). Im Grundgesetz von 1949 wurde das Amt des Bundespräsidenten mit ausdrücklicher Berücksichtigung der Weimarer Jahre bewusst mit wenig Macht ausgestattet.
Der Sozialdemokrat Friedrich Ebert wurde in der Reichspräsidentenwahl 1919 von der Weimarer Nationalversammlung gewählt, sein parteiloser Nachfolger Paul von Hindenburg in den beiden Reichspräsidentenwahlen (Wahl 1925 und Wahl 1932). Nach Hindenburgs Tod im Jahre 1934 übernahm Reichskanzler Adolf Hitler die Funktionen des Amtes des Reichspräsidenten, was er sich in der Volksabstimmung über das Staatsoberhaupt des Deutschen Reichs bestätigen ließ. Hitler nahm überdies die oberste richterliche Entscheidungsgewalt in Anspruch. Testamentarisch bestimmte er vor seiner Selbsttötung Karl Dönitz zum Reichspräsidenten, der das Amt bis zu seiner Verhaftung drei Wochen lang führte.

## Amt

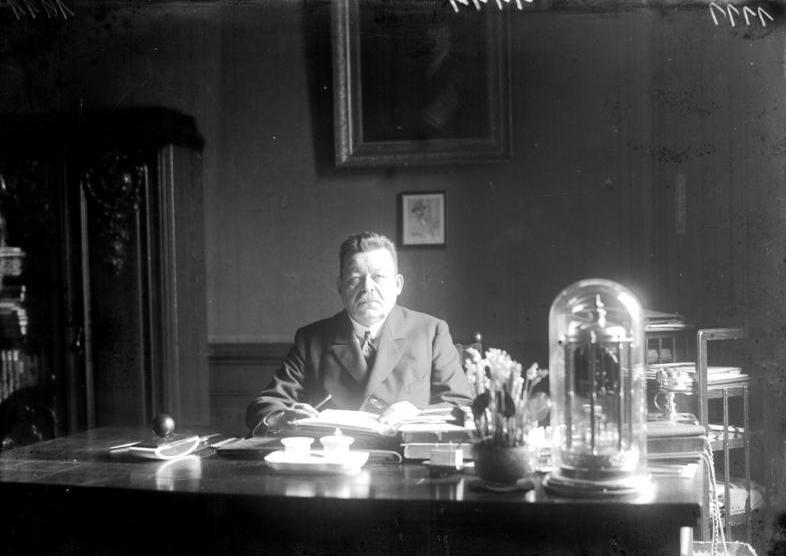
Reichspräsident Friedrich Ebert, 1925

Das Amt des Reichspräsidenten existierte unter zwei Verfassungsordnungen. Die Weimarer Nationalversammlung, gewählt im Januar 1919, gab dem Reich am 10. Februar eine vorläufige Verfassung mit dem Gesetz über die vorläufige Reichsgewalt. Darin wird bereits ein Reichspräsident eingeführt, mit ähnlichen Befugnissen wie später in der Weimarer Reichsverfassung. Am 11. Februar 1919 wählte die Nationalversammlung den Sozialdemokraten Friedrich Ebert zum Reichspräsidenten.

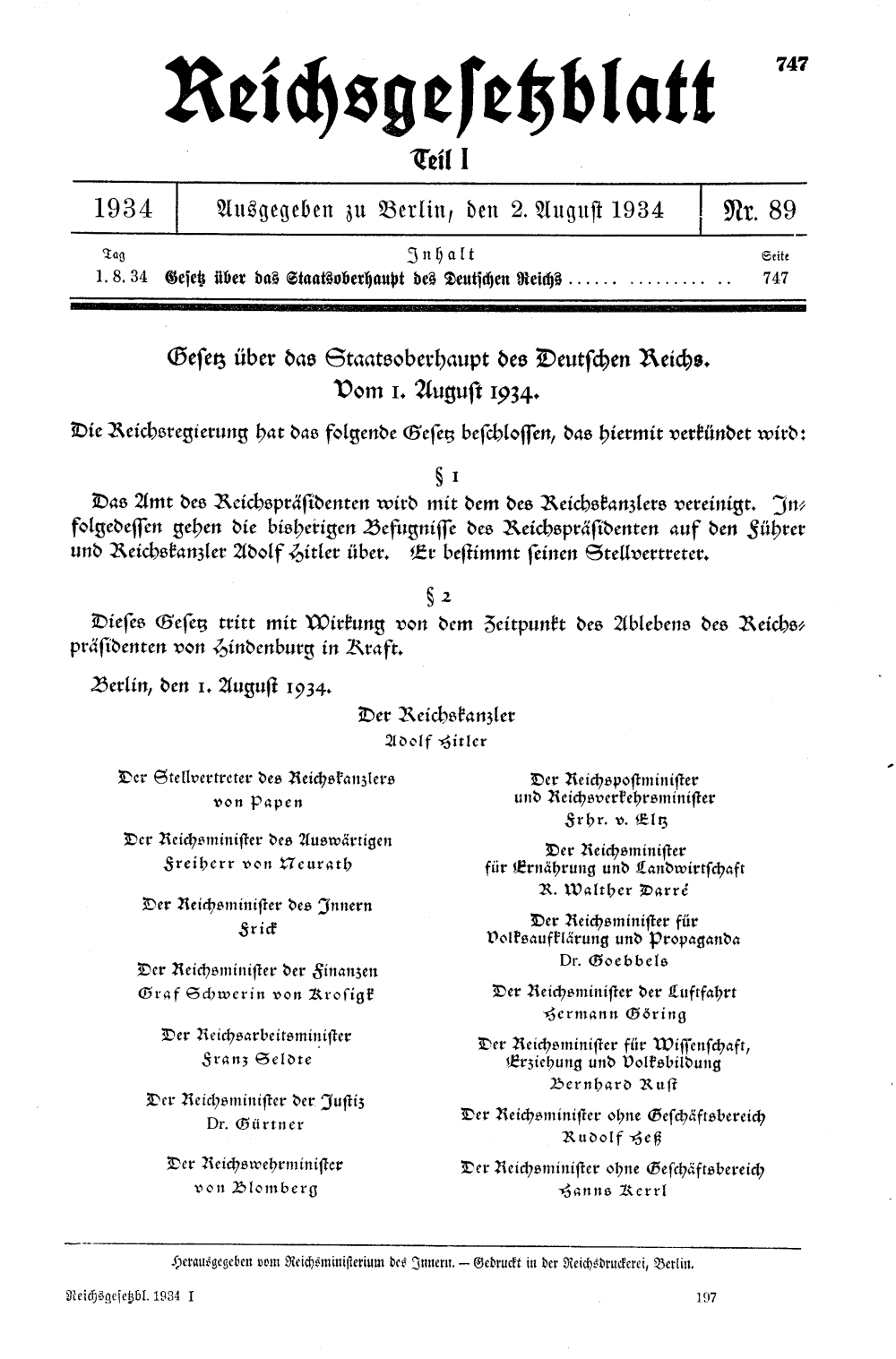
Reichsgesetzblatt vom 2. August 1934: Gesetz über das Staatsoberhaupt des Deutschen Reichs

In den Debatten der Nationalversammlung äußerte die USPD und teilweise die Mehrheitssozialdemokratie Bedenken gegen eine Einzelperson als Staatsoberhaupt. Man verwies auf Louis-Napoléon Bonaparte, der sich zum Präsidenten der Zweiten Französischen Republik hatte wählen lassen und die Republik in ein Kaiserreich verwandelte. Innenminister Hugo Preuß verteidigte seinen Vorschlag eines Reichspräsidenten damit, dass ein Direktorium sich für ein großes Staatswesen nicht eigne. Außerdem habe das Parlament ausreichend Macht, um Missbrauch der Staatsgewalt zu verhindern. Ferner gab es in der Nationalversammlung erfolglose Versuche, das Amt als „Reichsverweser“, „Reichswart“ oder „Reichswalt“ zu verdeutschen.
Nach dem 30. Januar 1933, dem Amtsantritt von Reichskanzler Adolf Hitler, kam es zu einem grundlegenden Verfassungswandel. Ohne dass die Reichsverfassung aufgehoben wurde, führten Hitlers Gesetze und Anordnungen zu einem neuen System. Nach dem Tod von Reichspräsident Hindenburg 1934 vereinte Hitler die Ämter von Reichskanzler und Reichspräsident. Dies ließ er sich in einer fingierten Volksabstimmung bestätigen. Als Titel führte er daraufhin „Führer und Reichskanzler“.

### Gedanklicher Hintergrund

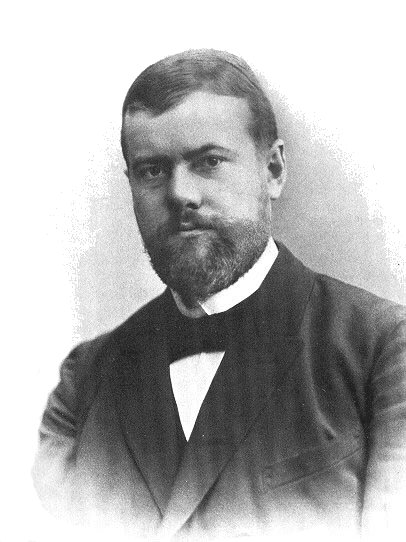
Max Weber im Jahr 1894

Der einflussreiche Politikwissenschaftler Max Weber hatte bereits im Ersten Weltkrieg eine Demokratisierung und Parlamentarisierung Deutschlands angemahnt. Seiner Meinung nach krankte das politische System unter anderem daran, dass der Kaiser und nicht der Reichstag die Regierung bestimmte. Auf diese Weise wurde das Parlament nicht zum Ort, an dem politische Führer aufstiegen und zur Macht strebten. Auch die Bürokratie und das Parteienwesen sah Weber kritisch: Die Bürokratie habe zwar ausgezeichnet für die täglichen Verwaltungsaufgaben funktioniert, allerdings führte sie zu einer dilettantischen und schlecht konzipierten Politik. Webers Antwort darauf war eine Demokratisierung, also die Einführung des allgemeinen Wahlrechts auf allen Ebenen, um die Unterschichten politisch einzubinden. Außerdem sollten durch Auswahl, Kampf und Wettbewerb die besten Köpfe gefunden werden, vorbei an der Meritokratie der Parteien.
Außerdem empfahl Weber eine „plebiszitäre Führerdemokratie“. Damals war der Ausdruck „Führer“ noch nicht durch den Nationalsozialismus negativ besetzt; vielmehr schwebte Weber das Vorbild der amerikanischen Präsidentschaftswahl vor Augen. Weber stellte sich als Staatsoberhaupt einen direkt gewählten, im scharfen Wettbewerb hervorgegangenen Politiker vor. Ein solcher Führer, der den Wünschen des Volks nach Führertum entgegenkomme, solle um Wählerstimmen und die Gunst von Bundesgenossen werben müssen. Aus Webers Sicht handelte es sich bei einem solchen charismatischen Führer, von dem die Beherrschten sich führen lassen wollen, um einen Typus legitimer Herrschaft. Das Staatsoberhaupt sollte aber nicht etwa absolut herrschen dürfen, sondern an die Verfassung gebunden sein. „Für jeden Versuch, die Gesetze anzutasten“, so Weber, müsse der Reichspräsident stets „Galgen und Strick“ vor Augen sehen.
Für den Verfassungshistoriker Ernst Rudolf Huber war der Reichspräsident nicht nur ein starkes Gegengewicht zum Parlament. Der Reichspräsident verkörperte die Reichseinheit. Das konnte er besser als das pluralistische Parlament leisten, so wie bereits der Monarch die „personale Integration der nationalen Gesamteinheit“ dargestellt hatte. Durch die Volkswahl und weitreichende Befugnisse gab man dem Reichspräsidenten die „Stellung eines überparteilichen Sachwalters der Gesamtnation“, als zweites Organ der Repräsentation neben dem Reichstag.
Zudem verkörperte laut Huber der Reichspräsident die republikanisch-demokratische Legitimität, die Freiheit und Gleichheit, auf der die Demokratie gegründet war. Jeder aus dem Volk konnte ins höchste Staatsamt aufsteigen. Das machtvolle Amt des direkt gewählten Reichspräsidenten war ein Bollwerk, das kein Machtvakuum zuließ. Daher gab es keine ernsthaften Versuche, wieder einen Monarchen einzusetzen. Huber verwehrt sich darum gegen die polemische Behauptung, wegen seiner Machtbefugnisse sei der Reichspräsident ein Ersatz-Monarch gewesen. Denn erst der starke Reichspräsident habe die volle Überleitung zur demokratischen Republik ermöglicht.

### Wahl und Amtszeit

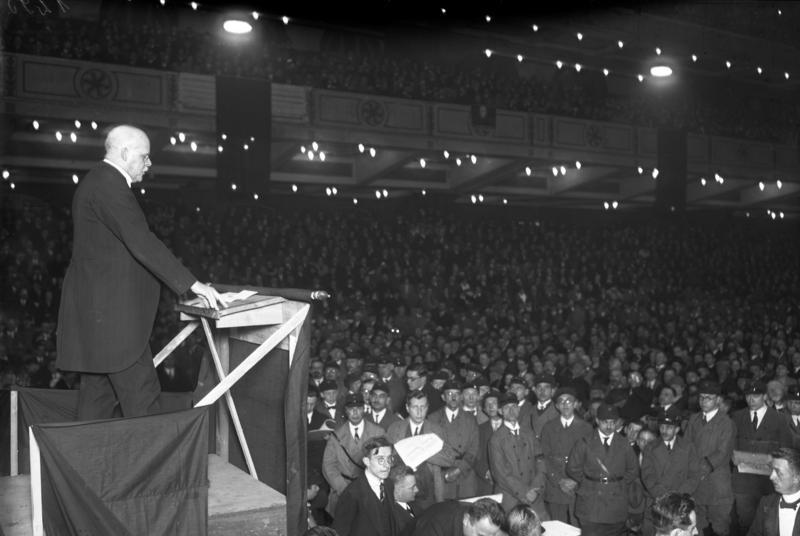
Der ehemalige Reichskanzler Wilhelm Marx war im zweiten Wahlgang der Reichspräsidentenwahl 1925 der Kandidat des „Volksblocks“, der Parteien der linken Mitte. Er verlor gegen den parteilosen Paul von Hindenburg.

Wählbar zum Reichspräsidenten war jeder Deutsche, der mindestens 35 Jahre alt war (Art. 41 Abs. 2 WRV). Im Entwurf der Reichsverfassung war noch verlangt worden, dass der Kandidat seit mindestens zehn Jahren Staatsangehöriger war, doch der Verfassungsausschuss hielt dies für unnötig. Es sei selbstverständlich gewesen, so Willibalt Apelt, dass ein Kandidat auch die Voraussetzungen für das aktive Stimmrecht erfüllen musste. Laut Verfassung (Art. 44 WRV) durfte der Reichspräsident kein Mitglied des Reichstags sein. So sollte seine Unabhängigkeit gewährleistet sein.
Sonstige Unvereinbarkeiten ergaben sich eher aus dem Sinn der Verfassung und anderer Vorschriften. Ein Reichspräsident sollte sich nicht parteipolitisch betätigen. Das Reichsministergesetz (Art. 7) untersagte Regierungsmitgliedern, Nebentätigkeiten auszuüben oder in Aufsichtsräten usw. zu sitzen. Dieser Rechtsgedanke galt auch für den Reichspräsidenten, auch wenn das Gesetz nicht direkt auf das Staatsoberhaupt anwendbar war. In der Nationalversammlung sah ein Entwurf der Verfassung noch vor, dass Mitglieder der ehemaligen Dynastien von der Wählbarkeit für 15 Jahre ausgeschlossen sein sollten (Art. 164). In der dritten Lesung wurde die Klausel wieder gestrichen, mit 198 zu 141 Stimmen, da sie wenig republikanisches Selbstbewusstsein gezeigt habe.
Die Wahl zum deutschen Reichspräsidenten sah zwei mögliche Wahlgänge vor. Beim ersten Wahlgang musste ein Kandidat mindestens die Hälfte der abgegebenen Stimmen auf sich vereinen, um gewählt zu werden. Erlangte kein Kandidat diese absolute Mehrheit, so kam es zu einem zweiten Wahlgang. Dies war allerdings keine Stichwahl der erfolgreichsten Wettbewerber: Am zweiten Wahlgang durfte jeder Kandidat erneut teilnehmen, auch jemand, der gar nicht am ersten beteiligt gewesen war. Gewählt wurde man im zweiten Wahlgang dann mit einfacher Mehrheit. Genauer beschrieben war die Wahl durch das Reichsgesetz über die Wahl des Reichspräsidenten vom 4. Mai 1920 (Neufassung 6. März 1924 und 13. März 1925).
Zur Wahl standen Personen, keine Parteien. Allerdings hatte ein Kandidat keine Chancen, wenn er nicht von mächtigen Parteien oder anderen Organisationen unterstützt wurde. Parteien oder Organisationen verfügten über die Mittel, einen Wahlkampf zustande zu bringen, darunter viele ehrenamtliche Helfer.
Die Amtsperiode dauerte sieben Jahre, eine Wiederwahl war ohne Beschränkung zulässig. Die Amtsperiode begann, nachdem der Wahlprüfungsausschuss das Wahlergebnis festgestellt hatte und der Gewählte sich zur Annahme des Amtes bereit erklärt hatte. Danach musste der Gewählte vor dem Reichstag einen Amtseid ablegen, wie er in Art. 42 WRV formuliert war:
„Ich schwöre, daß ich meine Kraft dem Wohle des deutschen Volkes widmen, seinen Nutzen mehren, Schaden von ihm wenden, die Verfassung und die Gesetze des Reichs wahren, meine Pflichten gewissenhaft erfüllen und Gerechtigkeit gegen jedermann üben werde.“
Eine religiöse Beteuerung durfte laut Verfassung hinzugefügt werden.
Der Reichspräsident hätte auch ohne Leistung des Eides sein Amt ausüben können; der Eid war nicht konstitutiv, sondern bloß affirmativ. Allerdings hätte das Verweigern des Eids eine Verletzung der verfassungsmäßigen Pflichten des Reichspräsidenten bedeutet. Der Reichstag hätte darauf mit einer Präsidentenanklage reagieren können.
Die Nationalversammlung hatte bereits am 11. Februar 1919 Friedrich Ebert zum Reichspräsidenten gewählt, wie es nach dem Gesetz über die vorläufige Reichsgewalt geregelt war. Die Reichsverfassung vom 11. August 1919 (Art. 180 Satz 2) legte als Übergangsbestimmung fest, dass der auf Grundlage jenes Gesetzes gewählte Reichspräsident (also Ebert) im Amt bleibe bis „zum Amtsantritt des ersten Reichspräsidenten“. Allerdings zögerte die Nationalversammlung sowohl die Wahl des ersten Weimarer Reichstags als auch die Volkswahl des Reichspräsidenten hinaus. Ebert selbst forderte beispielsweise am 21. Oktober 1921 vom Reichskanzler die Anberaumung der Volkswahl. Im Kabinett gab es allerdings Zweifel, ob Ebert tatsächlich eine Mehrheit erhalten oder etwa gegen einen DNVP-Kandidaten Hindenburg verlieren würde.
Am 24. Oktober 1922 beschloss der Reichstag das Gesetz zur Änderung des Artikels 180 der Reichsverfassung. Darin ging es um die Amtszeit des Reichspräsidenten, der durch die Nationalversammlung gewählt worden war. Durch die Neufassung des Art. 180 S. 2 WRV wurde das Ende der Amtszeit als der 30. Juni 1925 konkretisiert. Huber nennt diesen verfassungsändernden Akt durchaus, in Anführungszeichen, eine Verfassungsdurchbrechung, weil das Parlament die Amtszeit des Reichspräsidenten bestimmte, obwohl laut Verfassung normalerweise eine Volkswahl stattfinden sollte. Allerdings bedeutete diese Verfassungsänderung eben auch eine konkrete Begrenzung der Amtszeit des bisherigen Reichspräsidenten und indirekt ein grundsätzliches Bekenntnis zur verfassungsmäßigen Volkswahl.

### Beendigung des Amtes und Stellvertretung

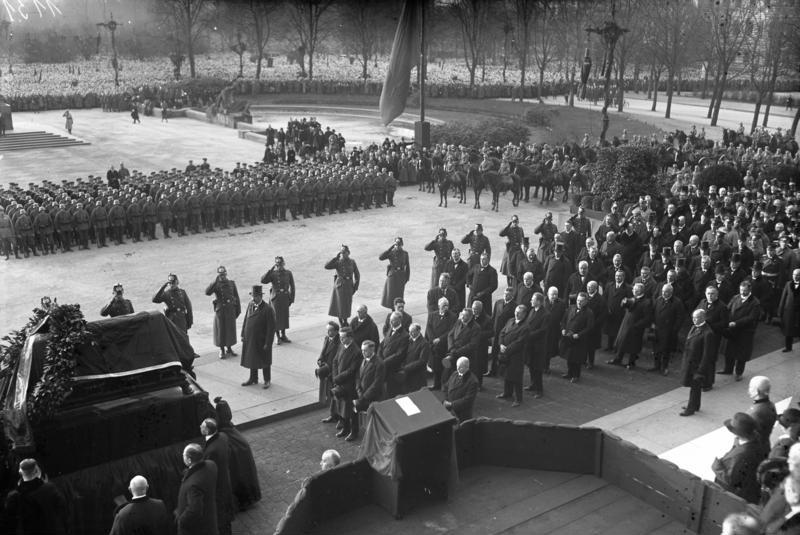
Trauerfeier für Friedrich Ebert am Reichstag, mit Sarg des Verstorbenen links im Bild. Ebert war am 28. Februar 1925 an einer Krankheit gestorben.

Der Reichstag konnte den Reichspräsidenten nicht selbst abwählen, aber mit Zweidrittelmehrheit eine Volksabstimmung einberufen (Art. 43 Abs. 2 WRV). Erhielt der Reichspräsident in der Volksabstimmung allerdings das Vertrauen des Volkes, so galt er als erneut für sieben Jahre gewählt, und der Reichstag wurde aufgelöst. Der Reichstag hatte das Recht, den Reichspräsidenten vor dem Staatsgerichtshof anzuklagen wegen schuldhafter Verletzung der Verfassung oder eines Reichsgesetzes. Den Antrag mussten mindestens 100 Abgeordnete unterzeichnen. Ein entsprechendes Urteil hätte zur Absetzung geführt (Art. 43 Abs. 3 WRV).
Strafrechtlich verfolgt werden konnte der Reichspräsident nur mit Zustimmung des Reichstags. Ebenso wie jeder Bürger musste der Reichspräsident sich an die Gesetze halten. Ein entsprechender Amtsverlust durch das Strafrecht war zwar nicht in der Verfassung vorgesehen, ergab sich aber aus dem Strafgesetzbuch (§§ 31, 33, 35) mit Bezug auf den Verlust öffentlicher Ämter.
Der Reichspräsident entschied selbst, ob er vorübergehend sein Amt nicht ausüben konnte (Art. 51 WRV); außerdem ruhte das Amt während einer Volksabstimmung über den Reichspräsidenten. Im Falle seiner Verhinderung war bis 1932 der Reichskanzler kurzfristig vertretungsberechtigt. Bei dauerhafter Vertretung oder Erledigung des Amts regelte ein Reichsgesetz die Vertretung, das im Jahr 1925 nach dem Tod von Reichspräsident Ebert notwendig wurde. Jenes Reichsgesetz machte den Präsidenten des Reichsgerichts zum Vertreter bis zur Neuwahl.
Am 17. Dezember 1932 änderte der Reichstag die Verfassung und sah als Vertreter statt des Reichskanzlers den Präsidenten des Reichsgerichts vor. Dies war als Sicherung für den Fall gedacht, dass der betagte Reichspräsident Hindenburg sterben sollte. Der umstrittene Reichskanzler Schleicher sollte nicht die Befugnisse des Reichspräsidenten und damit die Gelegenheit zum Staatsstreich erhalten. Allerdings wurde nicht geregelt, wer entschied, dass der Vertretungsfall eintrat. Jedenfalls wäre der Präsident des Reichsgerichts an die Gegenzeichnung des Reichskanzlers gebunden gewesen, daher war die Verfassungsänderung keine absolute Gewähr gegen eine Machtkonzentration Reichskanzler Schleichers.

### Gegenzeichnung

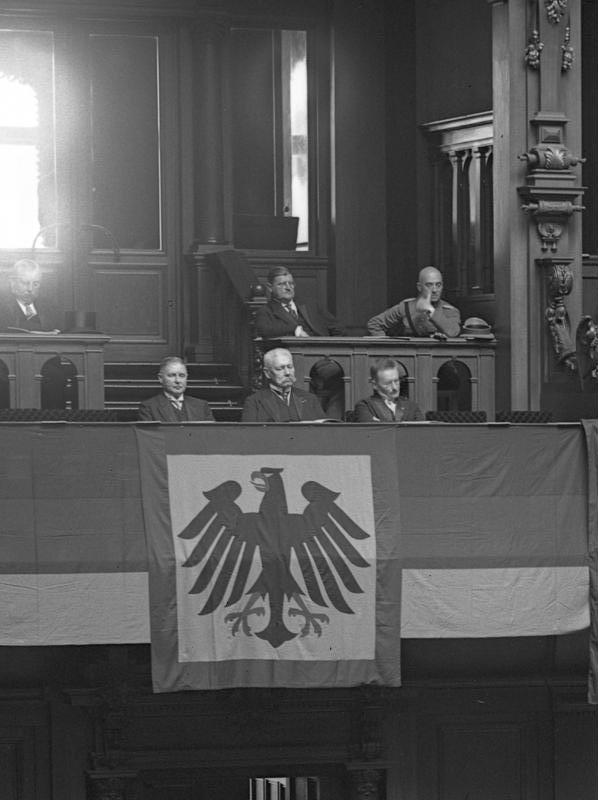
Hindenburg bei der Reichsgründungsfeier im Januar 1931

Bei der Beurteilung der Macht des Reichspräsidenten wird oft übersehen, dass seine Handlungen von einem Mitglied der Reichsregierung gegengezeichnet werden mussten (wie beim Kaiser und heutigem Bundespräsidenten, aber anders als beim amerikanischen Präsidenten). Eine Anordnung des Reichspräsidenten war ohne Gegenzeichnung nicht nur nicht gültig, sondern „absolut unzulässig“, wie Huber betont. Das galt auch für öffentliche Verlautbarungen und sogar interne Erklärungen des Reichspräsidenten. Selbst wenn eine formelle Gegenzeichnung sinnvollerweise nicht möglich war, etwa in Briefen oder mündlichen Aussagen, musste der Reichspräsident die Billigung des entsprechenden Reichsorgans einholen. Daher war es die Pflicht des Reichspräsidenten, die Reichsregierung über alle Amtshandlungen zuvor zu unterrichten.
Es gab jedoch einen wichtigen Unterschied zum vorherigen monarchischen System. Der Kaiser war unverletzlich und unverantwortlich; zwar nicht der Bismarckschen Reichsverfassung zufolge, aber laut preußischer Verfassung, die man (da der Kaiser stets der preußische König war) entsprechend heranzog. Der Kanzler übernahm die ministerielle Verantwortung.
Im Gegensatz dazu trug zwar auch der Reichskanzler oder ein anderer Reichsminister, durch die Gegenzeichnung, die Verantwortung für den Akt des Reichspräsidenten. Allerdings blieb der Reichspräsident für seine Handlung weiterhin verantwortlich. Sowohl politisch als auch strafrechtlich konnte er zur Rechenschaft gezogen werden, etwa durch eine Präsidentenanklage.

## Aufgaben

Position des Reichspräsidenten im politischen System der Republik

### Ernennung der Reichsregierung

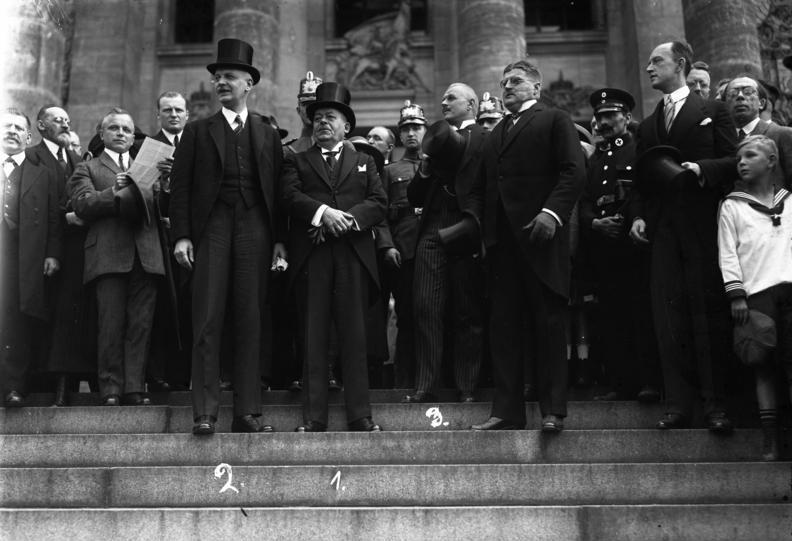
Ebert (Mitte) mit Reichskanzler Wilhelm Cuno und weiteren Regierungsmitgliedern bei der Verfassungsfeier 1923

Laut Verfassung ernannte der Reichspräsident den Reichskanzler und, auf Vorschlag des Reichskanzlers, die Reichsminister. Wen der Reichskanzler nicht zum Reichsminister vorschlug, den konnte der Reichspräsident auch nicht ernennen. Entlassen wurden die Mitglieder der Reichsregierung ebenfalls durch den Reichspräsidenten (Art. 53). Hugo Preuß nannte die Ernennung der Regierung die wichtigste selbständige Funktion des Reichspräsidenten, in der er seine politische Führereigenschaft zu beweisen habe.
Allerdings war der Reichspräsident in der Auswahl nicht ganz frei: Ein Mitglied der Reichsregierung bedurfte des Vertrauens des Reichstags (Art. 54). Dies hatte sich schon durch die Oktoberreformen 1918 abgezeichnet, und auch das Gesetz über die vorläufige Reichsgewalt sprach davon (Art. 8 Abs. 2). Die neu ernannten Regierungsmitglieder mussten sich zwar nicht ausdrücklich des Vertrauen des Reichstags durch eine förmliche Abstimmung versichern. Ein Reichspräsident bemühte sich dennoch, eine Regierung einzusetzen, die nicht unverzüglich durch ein Misstrauensvotum gestürzt werden würde.
Der Reichspräsident hatte durch seine Machtbefugnisse eine starke Stellung, so dass (wie im Kaiserreich) die Frage aufkommen konnte, ob das Staatsoberhaupt oder der Kanzler die Richtlinien der Politik bestimmte. Die Weimarer Reichsverfassung schreibt die Richtlinienkompetenz ausdrücklich dem Reichskanzler zu (Art. 56). Der Reichspräsident hatte aber, politisch und teilweise staatsrechtlich, einen Anteil an dieser Kompetenz. Das bedeutete für den Kanzler nicht unbedingt eine Beschränkung seiner Richtliniengewalt, so Huber: Die Präsidialgewalt ermöglichte es ihm, sich gegenüber den Ansprüchen seiner Koalitionspartner abzuschirmen. Ob ihm das gelang, lag an seiner Qualität als Politiker. In den letzten Jahren der Republik, während der sogenannten Präsidialkabinette, nahm die Kontrolle der Richtliniengewalt durch den handlungsunfähig gewordenen Reichstag ab und der Einfluss des Reichspräsidenten entsprechend zu.
Negativer sieht Friedrich Karl Fromme die Stellung des Kanzlers. Seine Richtlinienkompetenz sei sowohl durch den Reichspräsidenten als auch durch den Reichstag eingeengt worden. Wenn eines dieser beiden einengenden Organe schwächer wurde, befreite dies nicht den Kanzler, sondern fesselte ihn umso mehr an das andere, dominierende Organ.
Während Politiker der Rechten die eigenständige Haltung Eberts verurteilten, setzte bei ihnen ein Meinungswechsel ein, sobald der Reichspräsident Hindenburg hieß. Im Jahr 1926 forderte der deutschnationale Politiker Kuno Graf Westarp, dass Art. 54 WRV zu streichen sei, damit der Reichspräsident keine Rücksicht mehr auf das Vertrauen des Reichstags nehmen müsse. Als solche Vorstöße ins Leere gingen und auch nicht von Hindenburg aufgegriffen wurden, versuchten die Gegner des Parlamentarismus, durch Interpretation der Verfassung den Einfluss des Reichstags auf die Regierungsbildung zu verringern. Etwa Carl Schmitt hielt die Wirksamkeit eines Misstrauensvotums bei rein negativen Mehrheiten für unzureichend, die Regierung zu stürzen.

### Außenpolitik und Oberbefehl über die Reichswehr

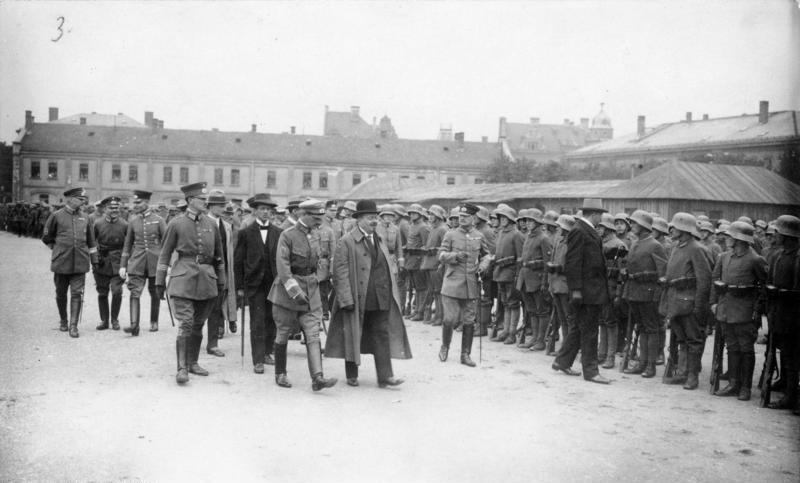
Ebert und Reichswehrminister Gustav Noske bei der Reichswehr in München, 1919

Die Reichsverfassung wies zwar die Richtlinienkompetenz dem Kanzler zu, unter Einschluss der Außenpolitik, und der Reichsaußenminister war für sein Ressort eigenverantwortlich. Zusätzlich hatte aber auch der Reichspräsident Aufgaben auf dem Gebiet der auswärtigen Gewalt: Er war zuständig für die völkerrechtliche Vertretung des Reichs (Art. 45 WRV), beglaubigte die diplomatischen Vertreter, unterzeichnete Ratifikationsurkunden und gab formell außenpolitische Erklärungen ab.
Bereits Reichspräsident Ebert bestand darauf, dass seine Rolle in der Außenpolitik nicht rein formell war, sondern eine substantielle Mitentscheidungsmacht beinhaltete. Er musste unterrichtet werden, der Reichskanzler hatte seine Außenpolitik mit dem Reichspräsidenten abzustimmen. Ebert und Hindenburg verlangten ferner, dass zum Reichsaußenminister Männer ernannt wurden, die das persönliche Vertrauen des Reichspräsidenten hatten. Das schränkte die Richtlinienkompetenz des Kanzlers in diesem Politikbereich empfindlich ein. Allerdings konnte die Präsidialmacht dem Kanzler Rückhalt gegenüber dem Reichstag geben.
Das Staatsoberhaupt hatte den Oberbefehl über die Reichswehr, also die Streitkräfte des Landes (Art. 47; wie bereits im Kaiserreich). Bereits am 20. August 1919 übertrug der Reichspräsident in einer Verordnung den Oberbefehl auf den Reichswehrminister. Dennoch wurde der Reichspräsident dadurch kein rein nomineller Oberbefehlshaber: Er blieb substantiell Träger der Befehlsgewalt. Die Ausübung sah allerdings komplizierter aus. Zwischen Reichspräsidenten und Reichswehrminister gab es eine besondere Zusammenarbeit. Darum verlangten die Reichspräsidenten auch in diesem Fall, dass der Minister das Vertrauen des Reichspräsidenten genoss.
Der Reichswehrminister war dem Reichspräsidenten unterstellt und an dessen Weisungen gebunden. Umgekehrt bedurften Anordnungen des Reichspräsidenten der Gegenzeichnung des Ministers. Der Minister hatte außerdem das wichtige Recht, dem Reichspräsidenten unmittelbar vorzutragen (Immediatsrecht), so dass er die Meinung des Reichspräsidenten beeinflussen konnte. Verordnungen blieben dem Reichspräsidenten vorbehalten, der Minister konnte nur Erlasse ausgeben. Der Minister war Mitglied des Kabinetts, doch durch seine besondere Unterstellung dem Reichspräsidenten der Richtlinienkompetenz des Kanzlers großteils entzogen. Die parlamentarische Kontrolle erstreckte sich allerdings unumstritten auch auf den Oberbefehl und den Minister. Der Minister konnte sich auch nicht etwa auf seine Weisungsgebundenheit berufen, denn der Reichspräsident konnte seinen Oberbefehl nur durch die ministerliche Gegenzeichnung ausüben.

### Gesetzgebung und Reichstag

Flagge des Reichspräsidenten 1919–1921

Wenn ein Gesetz vom Reichstag beschlossen wurde, prüfte der Reichspräsident, ob es formell der Verfassung entsprechend zustande gekommen war. Danach fertigte er es aus. Innerhalb eines Monats musste es im Reichsgesetzblatt verkündet werden. Umstritten war, ob der Reichspräsident ein Gesetz auch materiell prüfen musste oder durfte, nämlich ob es mit der Verfassung in Einklang war.
Außerdem konnte der Reichspräsident eine Rolle in der Volksgesetzgebung spielen. Dazu musste der Reichstag ein Gesetz verabschiedet haben und zwei Bedingungen eingetreten sein: Erstens verlangte ein Drittel der Abgeordneten einen Volksentscheid gegen das Gesetz, und zweitens verlangte ein Zwanzigstel der stimmberechtigten Bürger in einem Volksbegehren den Volksentscheid. Die Frist betrug dazu einen Monat. Dann musste der Reichspräsident den Volksentscheid anordnen. Ähnliche Bestimmungen, mit anderen Fristen, gab es, wenn der Reichsrat Einspruch gegen ein Gesetz erhob. Außerdem durfte der Reichspräsident einen Volksentscheid anordnen, wenn er ein Gesetz des Reichstags nicht unterzeichnen wollte (Art. 73 Abs. 1).
Der Reichspräsident konnte den Reichstag auflösen, „jedoch nur einmal aus dem gleichen Anlaß“ (Art. 25). Die Einschränkung war für die Praxis ohne Bedeutung. Hugo Preuß hatte in der Nationalversammlung erklärt, dass Staatsoberhaupt und Regierung nicht immer wieder, wegen derselben Frage, das Parlament auflösen dürfen. Preuß erinnerte an den Preußischen Verfassungskonflikt 1862/1863, als Otto von Bismarck das Parlament „mürbe“ zu machen versuchte. Carl Schmitt unterschied folglich zwischen einer Auflösung wegen einer Sachfrage, die einmal und abschließend durch eine Neuwahl entschieden werden konnte und sollte, und Auflösungen aus anderen Gründen. Dabei dachte Schmitt vor allem an den Fall, dass das Parlament so zerstritten war, dass es weder die bisherige Regierung stützen noch eine neue Regierung bilden konnte. Eine Beschränkung könne es für solche Fälle nicht geben.

### Verordnungen nach Art. 48 WRV
In den Debatten der Nationalversammlung kam der Artikel 48 WRV kaum vor. Wahrscheinlich hatte man 1919 noch nicht begriffen, „welche Machtfülle für den Präsidenten in diesen Vorschriften verborgen lag“, vermutet Willibalt Apelt. Der Artikel umfasste Regelungen, die die historischen Bestimmungen zur Bundesexekution gegen Gliedstaaten und zur Bundesintervention bei Volksaufständen weiterführten.
Art. 48 WRV sah vor, dass der Reichspräsident eine Reichsexekution einleitete. Damit war gemeint, dass er ein Land dazu zwang, seine Pflichten gegenüber dem Reich einzuhalten. Eine solche Reichsexekution hatte es bereits in vorherigen Verfassungen Deutschlands gegeben. In der Weimarer Republik entmachtete der Reichspräsident 1923 zum Beispiel die sächsische Landesregierung, als kurzzeitig auch Minister von der KPD gestellt wurden, oder setzte 1932 die preußische Regierung ab (Preußenschlag).
Der Reichspräsident durfte laut Art. 48 auch sonstige „Maßnahmen“ anordnen:
„Der Reichspräsident kann, wenn im Deutschen Reiche die öffentliche Sicherheit und Ordnung erheblich gestört oder gefährdet wird, die zur Wiederherstellung der öffentlichen Sicherheit und Ordnung nötigen Maßnahmen treffen, erforderlichenfalls mit Hilfe der bewaffneten Macht einschreiten. Zu diesem Zwecke darf er vorübergehend die in den Artikeln 114, 115, 117, 118, 123, 124 und 153 festgesetzten Grundrechte ganz oder zum Teil außer Kraft setzen.“
Auf dieser Grundlage hat Reichspräsident Ebert beispielsweise nach dem Mord an Minister Rathenau eine Verordnung zum Schutze der Republik erlassen, bevor der Reichstag ein entsprechendes Gesetz beschloss.
Jedoch haben die Reichspräsidenten (und mit ihnen die herrschende Lehre im Staatsrecht) den Ausdruck „Maßnahmen“ sehr weitläufig interpretiert. Sie haben daraus eine Diktaturkompetenz abgeleitet, auf deren Grundlage sie „Notverordnungen“ zu allerlei Rechtsmaterien erließen. Sie haben ihren Verordnungen auch Gesetzeskraft verliehen, so dass sie dem Gesetzesvorbehalt entsprachen, dem die meisten Grundrechte unterworfen waren. Es lag im Ermessen des Reichspräsidenten, ob eine entsprechende Notwendigkeit vorlag.
Ein Reichsgesetz, das nach Art. 48 das Nähere bestimmen sollte, ist nie beschlossen worden. Im Jahr 1925 hat der Reichstag die Sache verzögernd behandelt und damit ein Gesetz verhindert, das ein echtes Notverordnungsrecht des Art. 48 sauber von Maßnahmen bei wirtschaftlichen und sozialen Notständen getrennt hätte. Vor allem seit 1930 hat der Reichspräsident durch „gesetzesvertretende Diktaturverordnungen“, wie Huber sie nennt, einen Großteil der Reichsgesetzgebung übernommen.
Die Verfassung bestimmte, dass der Reichspräsident seine Maßnahmen dem Reichstag zur Kenntnis geben musste. Der Reichstag konnte verlangen, dass die Maßnahmen außer Kraft gesetzt wurden. Eine solche negative Mehrheit war leichter im Reichstag zu erhalten als positive Mehrheiten für eine Gesetzgebung, die die Notverordnungen unnötig gemacht hätte. Reichspräsidenten haben daher wiederholt damit gedroht, den Reichstag aufzulösen, als er sich gegen Notverordnungen gestellt hat. Das System der Präsidialkabinette bzw. das System Brüning funktionierte 1930–1932 nur, weil die SPD im Reichstag die Notverordnungen tolerierte: Sie schloss sich nicht den Anträgen radikaler Parteien auf Außerkraftsetzung an.

## Büro des Reichspräsidenten

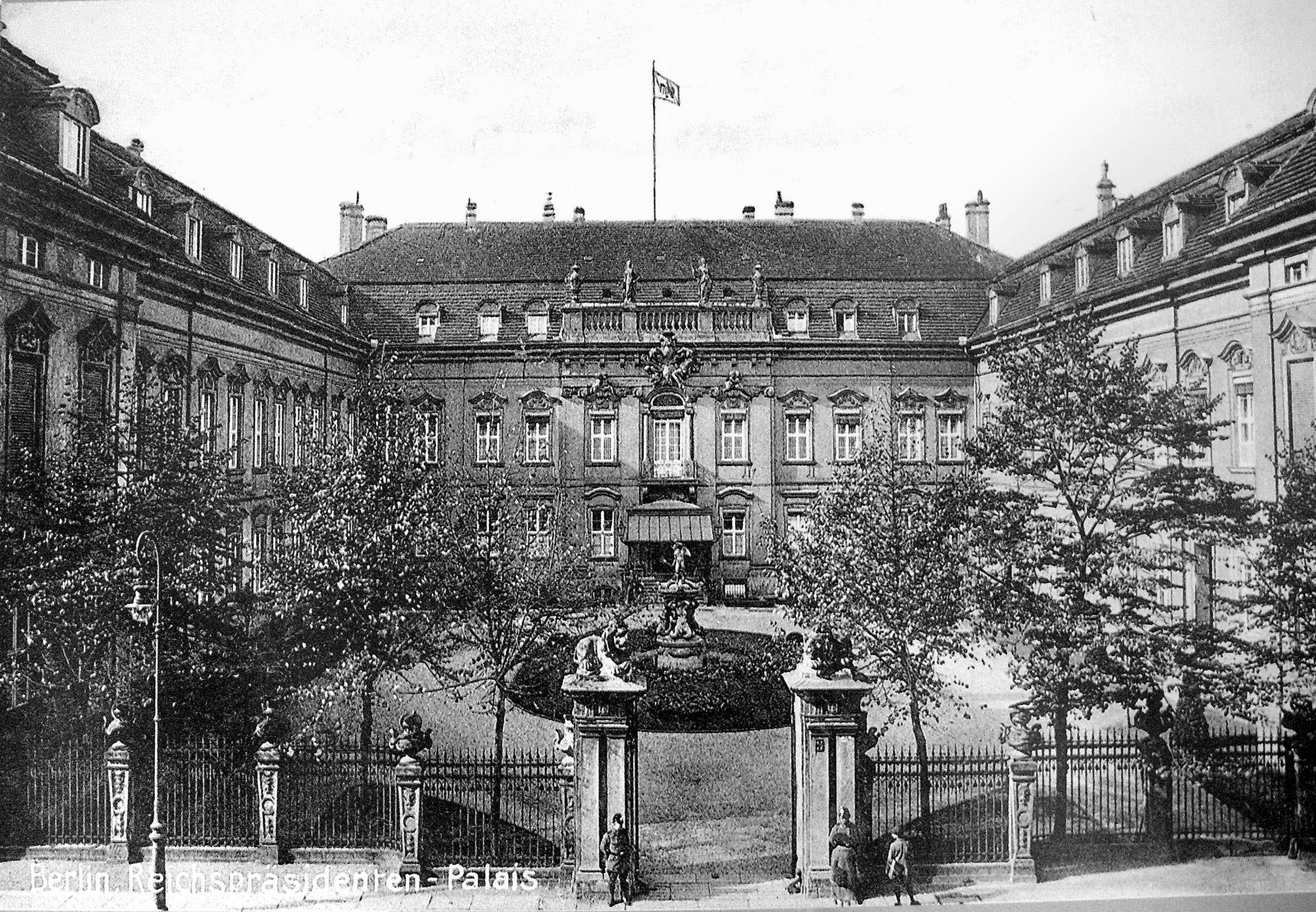
Palais des Reichspräsidenten an der Wilhelmstraße in Berlin in den 1920er Jahren

Der Reichspräsident wurde in seiner Arbeit von einem „Büro des Reichspräsidenten“ unterstützt. Der Sache nach erinnerte es an das Zivilkabinett des Kaisers. Ein gesondertes Militärkabinett gab es nicht, so dass der Reichspräsident in militärischen Fragen auf das Reichswehrministerium angewiesen war.
Das Büro hatte einen Chef, der seit 1923 im Rang eines Staatssekretärs stand. Es beriet den Reichspräsidenten zu seinen Aufgaben, legte Gesetze und Verträge vor, bereitete Personalsachen vor, und unterhielt Kontakte zur Reichsregierung und zu den Parteiführern. In den Jahren 1919 und 1920 war der Gesandte Kurt Riezler Chef des Büros. Nach dem Kapp-Putsch 1920 löste ihn Otto Meißner ab.

## Beurteilung

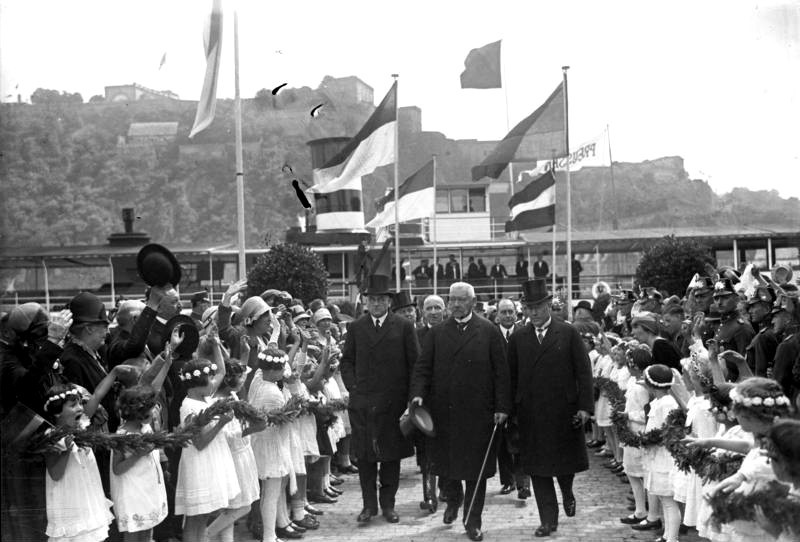
Reichspräsident Hindenburg bei den Befreiungsfeiern 1930 nach Ende der Rheinlandbesetzung in Koblenz

Die Weimarer Republik hatte die Folgen des Ersten Weltkriegs zu bewältigen. Ihr Ansehen litt in weiten Teilen der Bevölkerung. Auch wenn es Kritik an den Reichspräsidenten als Person und Amtsinhaber gab: Das Amt des Reichspräsidenten wurde an sich eher positiv bewertet. Es gab von rechts bis weit in die politische Mitte die Auffassung, der Reichspräsident habe eher noch zu wenig Macht, um die Schwächen des damaligen parlamentarischen Systems auszugleichen. Diese Tendenz gab es auch in anderen Ländern, wo sie häufig zu sehr autoritären Lösungen geführt hat (zum Beispiel in Polen).
Heinrich August Winkler kritisiert an der Weimarer Reichsverfassung, dass sie neben dem Reichstag das Volk und vor allem den Reichspräsidenten zum Ersatzgesetzgeber ernannt habe. Damit habe die Nationalversammlung den „Opportunismus parlamentarischer Mehrheiten“ gefördert. Wenn die Koalitionsparteien sich nicht einigen konnten, war es ein Leichtes, die Verantwortung auf den Reichspräsidenten abzuschieben. Durch seine Machtbefugnisse und das Auflösungsrecht, meint Winkler, habe der Reichspräsident und nicht der Reichstag „am längeren Hebel“ gesessen.
Wären kontinuierliche Mehrheiten zustande gekommen, die eine stabile Reichsregierung hätten tragen können, hätte der Reichspräsident viel weniger die politische Initiative übernehmen müssen. Fromme zufolge begünstigte das Recht des Reichspräsidenten, die Regierung einzusetzen, die sogenannten Präsidialregierungen. Dies sei „die Vorbedingung und Vorbereitung, zum Mittel und zur Entschuldigung für die Berufung der NSDAP in die Macht“ geworden.
Das Scheitern der Weimarer Republik wird nicht einhellig und allein auf das Amt des Reichspräsidenten zurückgeführt. In der Diskussion werden viele andere Gründe genannt. Etwa aus Sicht von Willibalt Apelt war das Weiterbestehen des Hegemonialstaates Preußen ein schweres Erbe, das einen wirklichen Föderalismus verhinderte. Er kritisiert weniger das Reichspräsidentenamt als vielmehr Hindenburg als Person, der seiner Aufgabe schließlich nicht gewachsen gewesen sei. Ein „guter Teil der Gesamtschuld am Untergang der Weimarer Verfassung“ sei den Parteiführern und dem Parteiwesen anzulasten. Nicht zuletzt habe das deutsche Volk eine Gesamtschuld, das den Nationalsozialismus „zur Herrschaft emporgetragen“ habe.

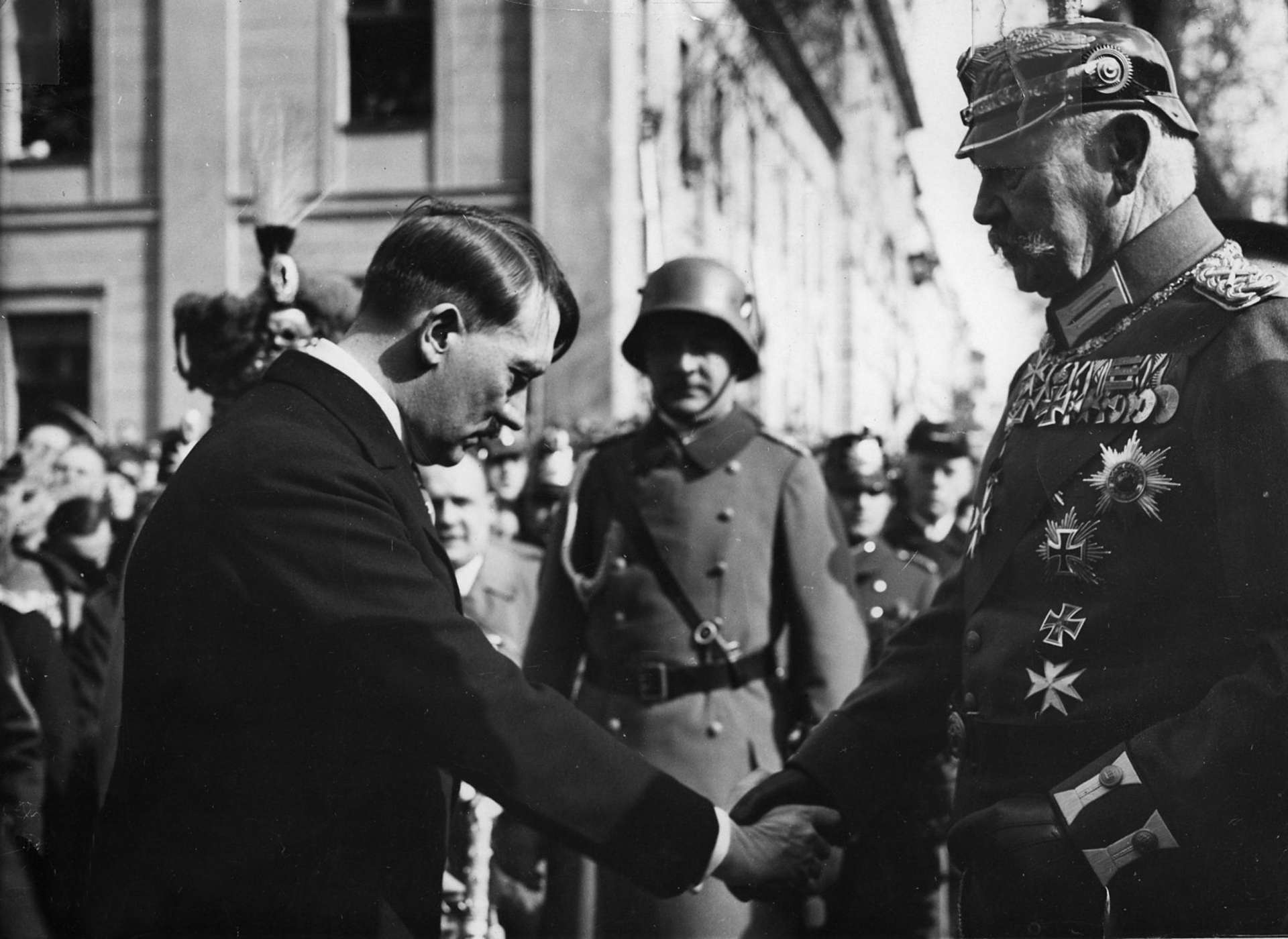
Adolf Hitler mit Paul von Hindenburg am Tag von Potsdam, 1933

Standarte des Führers. Hitler führte nie die Standarte des Reichspräsidenten

In ähnlicher Weise lässt Huber die Akteure Revue passieren, die Schuld am Untergang der Republik mittrugen, von den Alliierten über die Parteien bis zu den Ratgebern des Reichspräsidenten Hindenburg. Die Hauptverantwortung weist er Hindenburg zu. Huber macht auf die Bedeutung des Verfassungswandels nach 1930 aufmerksam. Der Reichspräsident sollte als „Hüter der Verfassung“ vorübergehend eingreifen, um Störungen anderer Organe wie des Reichstags auszugleichen. Wenn aber der Reichspräsident dauerhaft die eigentliche Regierungsgewalt ausübte, war er keine pouvoir neutre mehr, sondern wurde ein politisch angreifbarer Akteur.
Es sei nachvollziehbar, so Huber, dass Hindenburg sich dieser Last entledigen wollte. Die Zeit um den Jahreswechsel 1932/1933 sei dazu aber allerwenigst geeignet gewesen. Hindenburg hatte in seinem Amtseid gelobt, die Verfassung zu schützen. Daher hätte er Hitlers Ansinnen, zum Reichskanzler ernannt zu werden, auch ein drittes Mal ablehnen müssen. Hitler war ein vorbestrafter Hochverräter, dessen Verfassungstreue trotz Legalitätseids nicht glaubhaft war. „Statt dessen fand [Hindenburg] sich bereit, dem Repräsentanten einer totalitären Partei in einem übereilten Akt die volle Macht im Staate zu überantworten.“ Das sei ein Verstoß gegen die verfassungsmäßigen Pflichten des Reichspräsidenten gewesen.
Huber schließt sich nicht der häufigen Kritik an, die Macht des Reichspräsidenten habe das parlamentarische Prinzip zerstört. Wenn der Reichstag zu konstruktiven Mehrheiten fähig war, war das Parlament dem Staatsoberhaupt stets überlegen. „Beim Mißbrauch der parlamentarischen Macht durch einen Reichstag, in dem der verfassungsfeindliche Extremismus von rechts und links die Mehrheit erlangt hatte, aber war die verfassungsrechtliche und verfassungspolitische Superiorität der präsidialen Gewalt die letzte Garantie des Rechts- und Verfassungsstaats.“

## Vergleiche

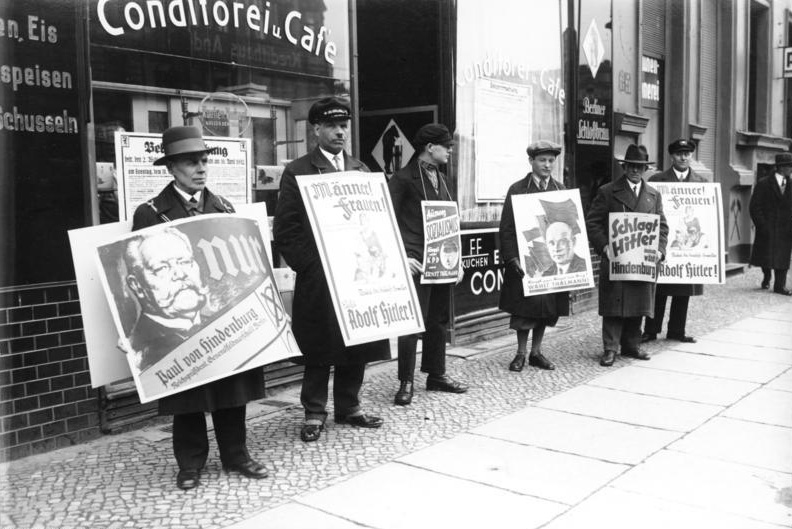
Wahlwerbung bei der Reichspräsidentenwahl 1932

In der Nationalversammlung wurde das Amt des Reichspräsidenten von den Präsidentenämtern in Frankreich und den USA abgegrenzt. Bruno Ablaß, der Berichterstatter des Verfassungsausschusses, lobte am Entwurf von Hugo Preuß, dass er eine Nachahmung dieser Ämter vermeide und einen neuen Weg gehe. Mit seinen Kompetenzen sei der Reichspräsident ein Gegengewicht zur Parteiherrschaft im Parlament.
Vergleichbar sei der Reichspräsident vielmehr, so Friedrich Karl Fromme, mit dem Deutschen Kaiser. Die Verbindungslinien zwischen beiden Ämtern hat bereits der rechtsliberale Abgeordnete Wilhelm Kahl in der Nationalversammlung gesehen. Fromme erklärt sich die Kontinuität damit, dass die Revolution nicht von einer in die Tiefe gehenden Bewegung getragen worden sei. Daher habe man sich weitgehend an das Vorbild des alten Staates gehalten. Dies sei ein nachwirkender Einfluss des Konstitutionalismus gewesen, in dem man sowohl eine Machtanmaßung als auch eine Machtunfähigkeit des Parlaments befürchtet habe.

### Norddeutscher Bund und Kaiserreich
Das erste Staatsoberhaupt eines Bundesstaates in Deutschland war der König von Preußen. Laut Norddeutscher Bundesverfassung von 1867 stand ihm das Bundespräsidium zu (Art. 11). Die späteren Verfassungen im Kaiserreich gaben ihm zusätzlich den Titel „Deutscher Kaiser“. Das Amt, bei dem der republikanische Ausdruck „Bundespräsident“ absichtlich vermieden worden war, fand in der Verfassung nur wenig Ausgestaltung.
Der Deutsche Kaiser setzte nach eigenem Ermessen einen Reichskanzler ein, den einzigen Minister. Dabei wurde die Zusammensetzung des Reichstags allenfalls mitberücksichtigt. Der Kanzler war politisch verantwortlich für seine eigenen Handlungen, aber auch für die des Kaisers, die er gegenzeichnete. Ohne Gegenzeichnung des Kanzlers oder (ab 1878) eines Staatssekretärs konnte der Kaiser also nichts tun. Spätestens mit den Oktoberreformen 1918, als der Kanzler des Vertrauens des Reichstags ausdrücklich bedurfte, erinnerte die Stellung des Kaisers im Regierungssystem bereits stark an die des Reichspräsidenten. Allerdings war das Militär für den Kaiser weit mehr als für den Reichspräsidenten ein eigener Verantwortungsbereich ohne parlamentarische Kontrolle.
In Bezug auf die Gesetzgebung hatten weder der Kaiser noch der Reichspräsident ein eigenes Initiativrecht. Der Reichspräsident hatte zwar einen Anteil in der Volksgesetzgebung, allerdings kam es in der Praxis nicht dazu, dass der Reichspräsident Streitfragen durch Volksentscheid beantworten ließ. In Bezug auf den Reichstag war der Reichspräsident mächtiger als der Kaiser, da er allein (mit Gegenzeichnung) den Reichstag auflösen konnte. Im Kaiserreich war dies das Recht des Bundesrats. Für die Verfassungswirklichkeit hat dies wenig Bedeutung: Sowohl im Kaiserreich als auch in der Republik war es meist der Kanzler, von dem der Wunsch nach Auflösung ausging. Bundesrat bzw. Reichspräsident haben dem normalerweise entsprochen.

### Deutsche Demokratische Republik
Die DDR richtete in der Verfassung von 1949 zunächst ebenfalls eine Einzelperson als Staatsoberhaupt ein. Der Präsident der Deutschen Demokratischen Republik hatte eine nur repräsentative Rolle. Gewählt wurde er von den beiden Parlamentskammern; sein Amtseid war fast wörtlich dem des Reichspräsidenten nachempfunden. Eine Zweidrittelmehrheit in den Kammern konnte den Präsidenten der DDR wieder abberufen.
Im Jahr 1960 starb der erste Amtsträger, Wilhelm Pieck. Das Amt wurde durch ein kollektives Staatsoberhaupt ersetzt, den Staatsrat der DDR. Vorbild dafür war die Konstruktion in der Sowjetunion. Gewählt wurden die Staatsratsmitglieder von der Volkskammer (eine Länderkammer gab es schon nicht mehr). 1990 nahm die Vorsitzende der Volkskammer die Aufgaben eines Staatsoberhauptes wahr.

### Bundesrepublik Deutschland
Nach 1945 entschieden die westdeutschen Verfassungsgeber sich ausdrücklich für ein weniger mächtiges Staatsoberhaupt. Das verlangte bereits der Entwurf des Verfassungskonvents auf Herrenchiemsee 1948. Die Mehrheit des Konvents wollte zwar eine Einzelperson an der Staatsspitze, aber dem Bundespräsidenten nicht die starke Position des Reichspräsidenten geben. Doch habe der Reichspräsident bis 1933 den Bestand des Rechtsstaats bewahrt, als das Parlament den Staat schon nicht mehr führen konnte. Es musste daher ein Ersatz für den Reichspräsidenten gefunden werden: die Stärkung des parlamentarischen Regierungssystems einschließlich der Aufwertung der politischen Parteien (Art. 21 GG).
Anstelle des Volkes wählt den Bundespräsidenten ein eigenes Organ, das vom Bundestag sowie den Landesparlamenten besetzt wird (die Bundesversammlung). Ähnlich wie beim Reichspräsidenten erwartet man vom Bundespräsidenten eine überparteiliche Amtsführung.

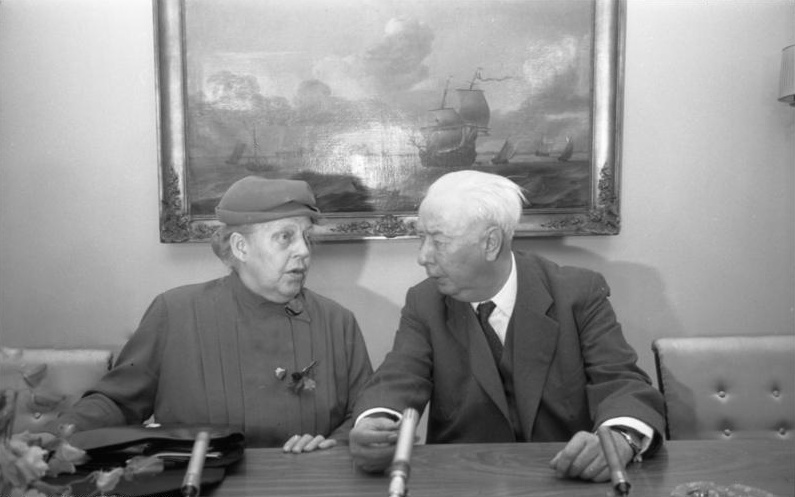
Bundespräsident Theodor Heuss im Jahr 1959 mit Helene Weber vom Müttergenesungswerk. Der erste Bundespräsident Heuss hatte darauf bestanden, seine Reden selbst schreiben zu dürfen.

Viele Befugnisse wurden ihm genommen, oder aber er wurde zu einem von mehreren Beteiligten an einer Entscheidung:
- Der Bundespräsident ernennt und entlässt zwar die Mitglieder der Bundesregierung. Dabei ist für ihn aber bindend, wen der Bundestag zum Bundeskanzler wählt. Die Bundesminister ernennt er nur auf Vorschlag des Kanzlers. Allenfalls wenn ein Bundeskanzlerkandidat nur eine relative Mehrheit im Bundestag erhält, kann der Bundespräsident entscheiden, ob er den Kandidaten ernennt oder den Bundestag auflöst. Der Bundespräsident hat zu Beginn der Prozedur dem Bundestag einen Kandidaten vorzuschlagen; dieses Vorschlagsrecht des Bundespräsidenten kritisierte Roman Herzog als „Petrefakt“, als Überbleibsel aus Kaiserreich und Weimarer Republik.[50]
- Der Bundespräsident ist nicht der Oberbefehlshaber der Streitkräfte; diese Aufgabe hat der Bundesverteidigungsminister bzw. im Verteidigungsfall der Bundeskanzler. Den Verteidigungsfall verkündet der Bundespräsident im Bundesgesetzblatt. Eine begrenzte gesonderte Mitwirkung hat der Bundespräsident in der Außenpolitik.
- Wie beim Reichspräsidenten müssen die Handlungen des Bundespräsidenten von einem Regierungsmitglied gegengezeichnet werden.
- Wie auch der Reichspräsident kann der Bundespräsident angeklagt werden. In der Bundesrepublik gibt es allerdings nicht mehr die Möglichkeit, das Volk über eine Absetzung entscheiden zu lassen.
- Der Bundespräsident unterzeichnet die Gesetze. Dabei ist teilweise eine Debatte entstanden, ob er nur ein formelles oder auch ein materielles Prüfungsrecht hat. Ansonsten hat der Bundespräsident keine Rolle im Gesetzgebungsprozess, auch nicht durch eine Volksgesetzgebung. Allerdings ist im besonderen Fall des Gesetzgebungsnotstands die Zustimmung des Bundespräsidenten erforderlich, um eine Gesetzesvorlage trotz Ablehnung des Bundestags zum Gesetz werden zu lassen.
- Der Bundespräsident kann das Parlament nur in besonderen Situationen auflösen,[51] nämlich nach einer gescheiterten Kanzlerwahl oder nach einer gescheiterten Vertrauensfrage.

Stellvertreter des Bundespräsidenten ist der Präsident des Bundesrats. In der Weimarer Republik wäre eine solche Regelung wenig sinnvoll gewesen, da der Vorsitzende des Reichsrats ein Mitglied der Reichsregierung war.

### Andere Länder

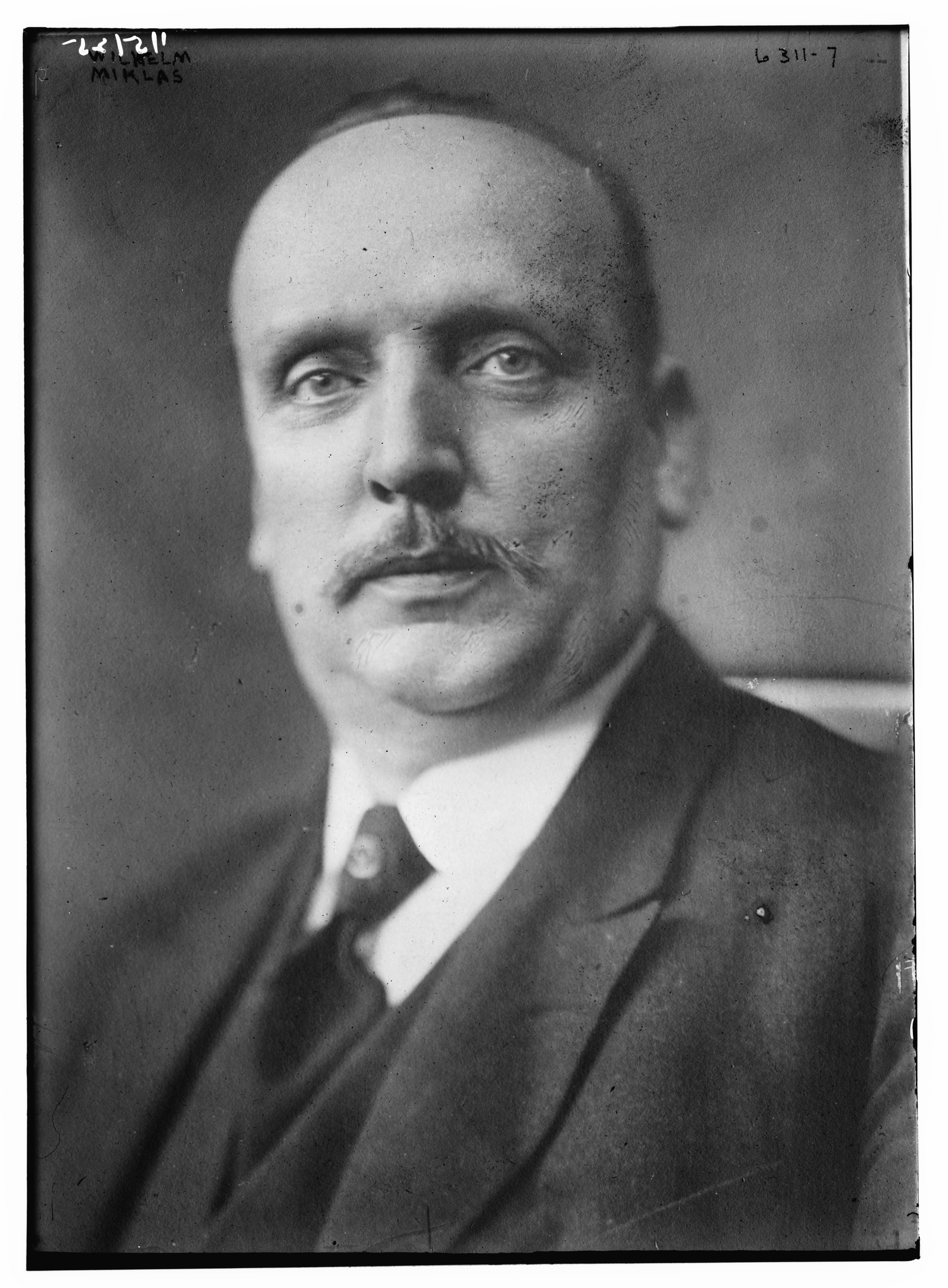
Wilhelm Miklas war 1928 von der Bundesversammlung zum Bundespräsidenten gewählt worden. Auf dieselbe Weise wurde er 1931 wiedergewählt, obwohl die Verfassungsänderung von 1929 bereits die Volkswahl vorschrieb.

Österreich hatte 1929 seine Verfassung nach deutschem Vorbild geändert, sodass der österreichische Bundespräsident formal gesehen mehr oder weniger dieselben Befugnisse erlangte wie der Reichspräsident. Diese Verfassung gilt im Kern heute noch. Trotzdem hat der Bundespräsident aufgrund der stabilen Mehrheiten im Nationalrat in der Praxis, wie sein deutscher Amtskollege, lediglich eine repräsentative Stellung und ist weitgehend ohne Einfluss auf die Politik der vom Nationalrat getragenen Bundesregierung.

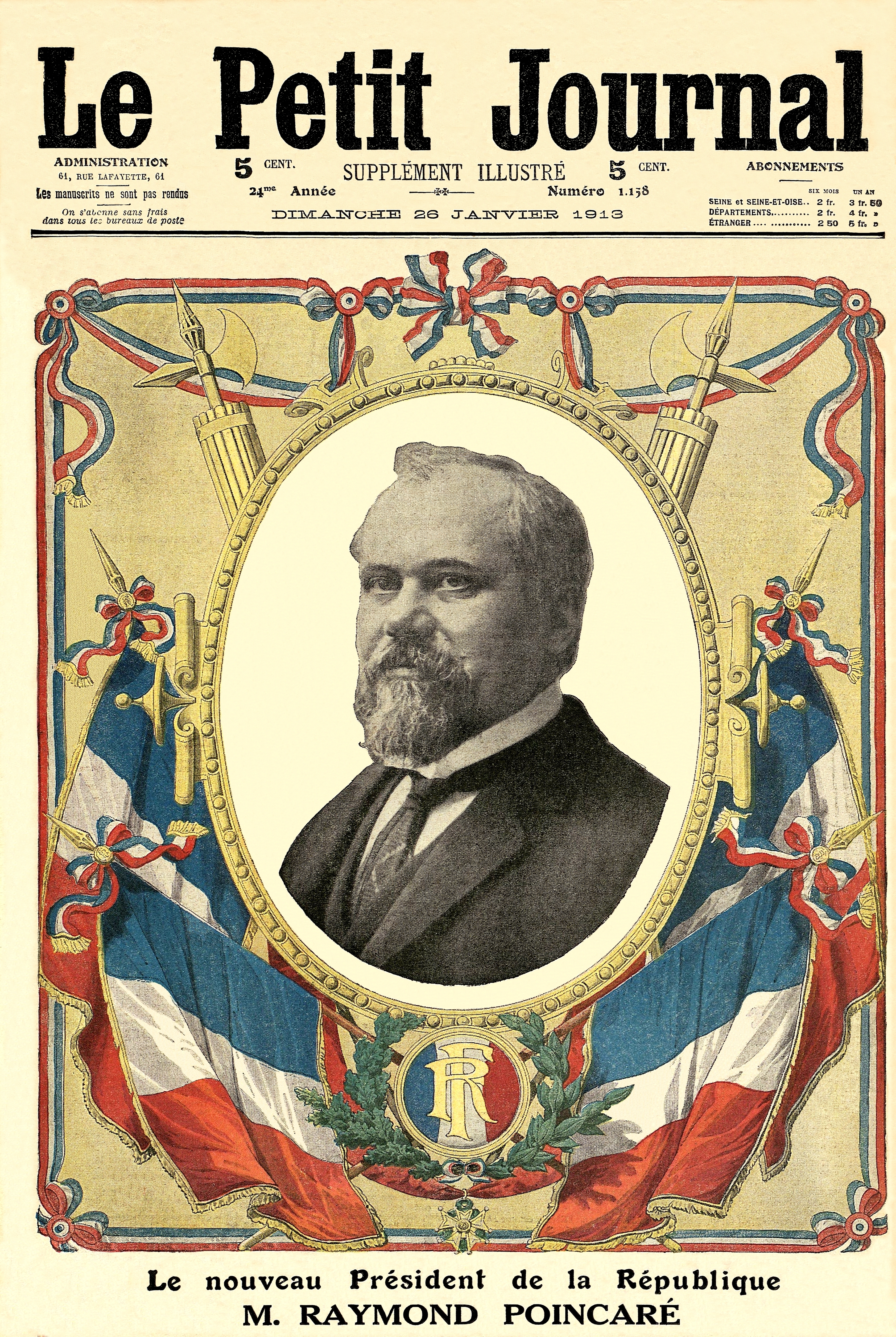
Raymond Poincaré war der französische Präsident von 1913 bis 1920.

Als die Weimarer Republik gegründet wurde, bestand in Frankreich das politische System der Dritten Republik. Der Präsident der französischen Republik wurde von beiden Parlamentskammern für sieben Jahre gewählt. Absetzen konnte man ihn nur wegen Hochverrats. Zunächst war der Präsident auch der Regierungschef, doch 1875/1879 führte man das gesonderte Amt eines Ministerpräsidenten und die Gegenzeichnung ein. Das Präsidentenamt erhielt eine eher repräsentative und vermittelnde Rolle. In der Vierten Republik ab 1946 wurde das Amt abgeschwächt: So ging das Recht der Parlamentsauflösung vom Präsidenten auf die Regierung über.
In der Fünften Französischen Republik ab 1958 erfuhr das Amt des Präsidenten eine starke Aufwertung. Seit 1962 wird der Präsident direkt vom Volk gewählt. Er ernennt den Regierungschef, hat Sonderrechte in der Außen- und Verteidigungspolitik, kann das Parlament auflösen und Volksentscheide veranlassen. Im Jahr 2002 hat man die Amtszeit von sieben auf fünf Jahre verkürzt. Weiterhin ist ein Präsident ohne Beschränkung wiederwählbar.
Auch der Präsident der Vereinigten Staaten wird vom Volk gewählt. Die Wahl ist allerdings nicht direkt, sondern indirekt und geschieht über ein Wahlmännerkollegium. Seit 1951 darf der US-Präsident nur einmal wiedergewählt werden.
Im Gegensatz zum Reichspräsidenten ist der amerikanische Präsident nicht nur Staatsoberhaupt und Oberbefehlshaber, sondern auch Chef und Teil der Regierung. Die Regierungsmitglieder werden vom Präsidenten ernannt und entlassen; die Ernennung bedarf der Zustimmung des Senats. Die Handlungen des Präsidenten bedürfen keiner Gegenzeichnung. Zudem hat er ein weitreichendes Verordnungsrecht.
Ebenso wenig wie der Reichspräsident hat der Präsident ein Initiativrecht. Er kann Gesetze des Parlaments zumindest zeitweise blockieren. Letztlich muss jedoch auch der amerikanische Präsident mit dem Parlament zusammenarbeiten, um wirksam regieren zu können. Wie beim Reichspräsidenten ist es möglich, den US-Präsidenten abzusetzen. Die Entscheidung darüber trifft das Parlament. Grundlage dafür müssen strafrechtliche Vorwürfe sein, nicht politische.

## Liste der Reichspräsidenten
| Nr. | Bild                | Name (Lebensdaten)                                    | Partei    | Wahl       | Beginn der Amtszeit | Ende der Amtszeit                                  |
| --- | ------------------- | ----------------------------------------------------- | --------- | ---------- | --- | -------------------------------------------------- |
| 1   | Friedrich Ebert     | Friedrich Ebert (1871–1925)                           | SPD       | 1919       | 11. Februar 1919 | 28. Februar 1925 (Tod im Amt; sonst 30. Juni 1925) |
| 2   | Paul von Hindenburg | Paul von Hindenburg (1847–1934)                       | parteilos | 1925, 1932 | 12. Mai 1925 | 2. August 1934 (Tod im Amt; sonst 12. Mai 1939)    |
|     | Adolf Hitler, 1937  | Adolf Hitler (1889–1945) („Führer und Reichskanzler“) | NSDAP     | –          | 2. August 1934 (Per Gesetz vom 1. August 1934 wurden die Befugnisse des Reichspräsidenten auf den Reichskanzler übertragen.)          | 30. April 1945 (Suizid)                            |
| 3   | Karl Dönitz         | Karl Dönitz (1891–1980)                               | NSDAP     | –          | 30. April 1945 (Amtsübernahme kraft Hitlers letzten Willens. Deshalb ist die Rechtmäßigkeit seiner Reichspräsidentschaft umstritten.) | 23. Mai 1945 (Verhaftung; Amt aufgelöst)           |

1. Friedrich Ebert: Die Nationalversammlung hatte am 10. Februar 1919 ein Gesetz über die vorläufige Reichsgewalt angenommen und einen Tag darauf nach § 7 dieses Gesetzes Ebert mit absoluter Mehrheit zum Reichspräsidenten gewählt. Er sollte das Amt solange ausüben, bis ein Reichspräsident nach der am 11. August 1919 verabschiedeten neuen Reichsverfassung gewählt werden würde. Im Oktober 1922 legte man durch eine Verfassungsänderung das Ende dieser Amtszeit auf den 30. Juni 1925 fest. Ebert verstarb bereits zuvor, am 28. Februar 1925, im Amt.
Kommissarische Reichspräsidenten:
1a. Mit dem Tode Eberts galt Artikel 51: Der Reichspräsident wird im Falle seiner Verhinderung zunächst durch den Reichskanzler vertreten. Das war im Februar 1925 Hans Luther. Die weiteren Bestimmungen waren noch nicht konkretisiert: Dauert die Verhinderung voraussichtlich längere Zeit, so ist die Vertretung durch ein Reichsgesetz zu regeln. Das gleiche gilt für den Fall einer vorzeitigen Erledigung der Präsidentschaft bis zur Durchführung der neuen Wahl.
1b. Vom 11. März bis 30. April 1925 übte Walter Simons als Präsident des Reichsgerichts das Reichspräsidentenamt aus. Das hatte der Reichstag am 10. März durch Gesetz bestimmt.
2. Paul von Hindenburg: Hindenburg wurde in der Reichspräsidentenwahl 1925 und dann in der Reichspräsidentenwahl 1932 für jeweils sieben Jahre verfassungsgemäß gewählt. Am 2. August 1934 verstarb auch er im Amt.
3. Adolf Hitler ließ das Amt des Reichspräsidenten nicht neu besetzen, sondern verschmolz es mit dem seinen, wodurch er es formell beseitigte – nicht zuletzt, weil es ihm widerstrebte, in seiner Position als Regierungschef formal von der Prärogative eines Reichspräsidenten abhängig zu sein. Durch eine Volksabstimmung vom 19. August 1934 wurde die Vereinigung der Ämter bestätigt. Die Wahlbeteiligung lag, obwohl keine formelle Wahlpflicht bestand, bei über 95 %, und 89,9 % der abgegebenen gültigen Stimmen waren Ja-Stimmen. Hitler verzichtete auf den Titel „Reichspräsident“ und trug fortan die neue, ihm vorbehaltene Amtsbezeichnung Führer, die spätestens 1943 im formellen Verkehr mit dem Ausland sowie in der Anrede ausschließlich verwendet werden sollte.
4. Karl Dönitz, von Hitler testamentarisch zum Reichspräsidenten bestimmt, übernahm nach dessen Tod offiziell am 30. April 1945 die Regierungsgewalt und den Oberbefehl über die deutsche Wehrmacht, als Deutschland bereits größtenteils von den Alliierten besetzt war. Mit der Verhaftung der geschäftsführenden Regierung Dönitz durch die Alliierten am 23. Mai 1945 endete de facto seine Amtszeit. Die Regierung und Dönitz’ Reichspräsidentschaft sind bis heute rechtlich umstritten. Dönitz wurde von keiner anderen Instanz in seinem Reichspräsidentialamt bestätigt, bzw. durch Wahlen legitimiert.

## Belege
1. ↑  Willibalt Apelt: Geschichte der Weimarer Verfassung. 2. Auflage. C. H. Beck’sche Verlagsbuchhandlung. München/Berlin 1964 (1946), S. 99.
2. ↑  Manfred G. Schmidt: Demokratietheorien. Eine Einführung. Bonn 2010, S. 166/167.
3. ↑  Manfred G. Schmidt: Demokratietheorien. Eine Einführung. Bonn 2010, S. 165/166 (dort auch das Zitat).
4. ↑  Ernst Rudolf Huber: Deutsche Verfassungsgeschichte seit 1789. Band VI: Die Weimarer Reichsverfassung. W. Kohlhammer, Stuttgart [u. a.] 1981, S. 309 f.
5. ↑  Ernst Rudolf Huber: Deutsche Verfassungsgeschichte seit 1789. Band VI: Die Weimarer Reichsverfassung. W. Kohlhammer, Stuttgart [u. a.] 1981, S. 308 f.
6. ↑  Willibalt Apelt: Geschichte der Weimarer Verfassung. 2. Auflage. C. H. Beck’sche Verlagsbuchhandlung. München/Berlin 1964 (1946), S. 200 f.
7. 1 2  Ernst Rudolf Huber: Deutsche Verfassungsgeschichte seit 1789. Band VI: Die Weimarer Reichsverfassung. W. Kohlhammer, Stuttgart [u. a.] 1981, S. 318.
8. ↑  Ernst Rudolf Huber: Deutsche Verfassungsgeschichte seit 1789. Band V: Weltkrieg, Revolution und Reichserneuerung: 1914–1919. W. Kohlhammer, Stuttgart [u. a.] 1978, S. 1193.
9. ↑  Willibalt Apelt: Geschichte der Weimarer Verfassung. 2. Auflage. C. H. Beck’sche Verlagsbuchhandlung. München/Berlin 1964 (1946), S. 199 f.
10. ↑  Willibalt Apelt: Geschichte der Weimarer Verfassung. 2. Auflage. C. H. Beck’sche Verlagsbuchhandlung. München/Berlin 1964 (1946), S. 200.
11. ↑  Ernst Rudolf Huber: Deutsche Verfassungsgeschichte seit 1789. Band VI: Die Weimarer Reichsverfassung. W. Kohlhammer, Stuttgart [u. a.] 1981, S. 316.
12. ↑  Ernst Rudolf Huber: Deutsche Verfassungsgeschichte seit 1789. Band VII: Ausbau, Schutz und Untergang der Weimarer Republik. W. Kohlhammer, Stuttgart [u. a.] 1984, S. 264 f.
13. ↑  Ernst Rudolf Huber: Deutsche Verfassungsgeschichte seit 1789. Band VI: Die Weimarer Reichsverfassung. W. Kohlhammer, Stuttgart [u. a.] 1981, S. 311 f.; ders.: Deutsche Verfassungsgeschichte seit 1789. Band VII: Ausbau, Schutz und Untergang der Weimarer Republik. W. Kohlhammer, Stuttgart [u. a.] 1984, S. 264 f.
14. ↑  Willibalt Apelt: Geschichte der Weimarer Verfassung. 2. Auflage. C. H. Beck’sche Verlagsbuchhandlung. München/Berlin 1964 (1946), S. 201.
15. ↑  Ernst Rudolf Huber: Deutsche Verfassungsgeschichte seit 1789. Band VI: Die Weimarer Reichsverfassung. W. Kohlhammer, Stuttgart [u. a.] 1981, S. 314.
16. ↑  Willibalt Apelt: Geschichte der Weimarer Verfassung. 2. Auflage. C. H. Beck’sche Verlagsbuchhandlung. München/Berlin 1964 (1946), S. 201/202.
17. ↑  Verfassungsänderndes Gesetz über die Vertretung des Reichspräsidenten vom 17. Dezember 1932 (RGBl. I S. 547).
18. ↑  Ernst Rudolf Huber: Deutsche Verfassungsgeschichte seit 1789. Band VI: Die Weimarer Reichsverfassung. W. Kohlhammer, Stuttgart [u. a.] 1981, S. 315 f.
19. ↑  Ernst Rudolf Huber: Deutsche Verfassungsgeschichte seit 1789. Band III: Bismarck und das Reich. 3. Auflage. W. Kohlhammer, Stuttgart 1988, S. 815.
20. ↑  Michael Kotulla: Deutsche Verfassungsgeschichte. Vom Alten Reich bis Weimar (1495–1934). Springer, Berlin 2008, S. 593.
21. ↑  Ernst Rudolf Huber: Deutsche Verfassungsgeschichte seit 1789. Band VI: Die Weimarer Reichsverfassung. W. Kohlhammer, Stuttgart [u. a.] 1981, S. 318 f.
22. ↑  Zitiert nach Friedrich Karl Fromme: Von der Weimarer Verfassung zum Bonner Grundgesetz – Die verfassungspolitischen Folgerungen des Parlamentarischen Rates aus Weimarer Republik und nationalsozialistischer Diktatur. J. C. B. Mohr (Paul Siebeck), Tübingen 1962, S. 57.
23. ↑  Ernst Rudolf Huber: Deutsche Verfassungsgeschichte seit 1789. Band VI: Die Weimarer Reichsverfassung. W. Kohlhammer, Stuttgart [u. a.] 1981, S. 327.
24. ↑  Friedrich Karl Fromme: Von der Weimarer Verfassung zum Bonner Grundgesetz – Die verfassungspolitischen Folgerungen des Parlamentarischen Rates aus Weimarer Republik und nationalsozialistischer Diktatur. J. C. B. Mohr (Paul Siebeck), Tübingen 1962, S. 61.
25. ↑  Friedrich Karl Fromme: Von der Weimarer Verfassung zum Bonner Grundgesetz – Die verfassungspolitischen Folgerungen des Parlamentarischen Rates aus Weimarer Republik und nationalsozialistischer Diktatur. J. C. B. Mohr (Paul Siebeck), Tübingen 1962, S. 62–65.
26. ↑  Ernst Rudolf Huber: Deutsche Verfassungsgeschichte seit 1789. Band VI: Die Weimarer Reichsverfassung. W. Kohlhammer, Stuttgart [u. a.] 1981, S. 454.
27. ↑  Ernst Rudolf Huber: Deutsche Verfassungsgeschichte seit 1789. Band VI: Die Weimarer Reichsverfassung. W. Kohlhammer, Stuttgart [u. a.] 1981, S. 454 f.
28. 1 2  Ernst Rudolf Huber: Deutsche Verfassungsgeschichte seit 1789. Band VI: Die Weimarer Reichsverfassung. W. Kohlhammer, Stuttgart [u. a.] 1981, S. 311–313.
29. ↑  Ernst Rudolf Huber: Deutsche Verfassungsgeschichte seit 1789. Band VI: Die Weimarer Reichsverfassung. W. Kohlhammer, Stuttgart [u. a.] 1981, S. 412.
30. ↑  Ernst Rudolf Huber: Deutsche Verfassungsgeschichte seit 1789. Band VI: Die Weimarer Reichsverfassung. W. Kohlhammer, Stuttgart [u. a.] 1981, S. 411 f.
31. ↑  Carl Schmitt: Einmaligkeit und gleicher Anlaß bei der Reichstagsauflösung nach Art. 25 der Reichsverfassung (1925). In: ders. (Hrsg.): Verfassungsrechtliche Aufsätze aus den Jahren 1924–1954. Materialien zu einer Verfassungslehre. Duncker & Humblot, Berlin 1958, S. 15–29, hier S. 19–22.
32. ↑  Willibalt Apelt: Geschichte der Weimarer Verfassung. 2. Auflage. C. H. Beck’sche Verlagsbuchhandlung. München/Berlin 1964 (1946), S. 101.
33. ↑  Michael Kotulla: Deutsche Verfassungsgeschichte. Vom Alten Reich bis Weimar (1495–1934). Springer, Berlin 2008, S. 592/593.
34. ↑  Ernst Rudolf Huber: Deutsche Verfassungsgeschichte seit 1789. Band VI: Die Weimarer Reichsverfassung. W. Kohlhammer, Stuttgart [u. a.] 1981, S. 444 f.
35. ↑  Ernst Rudolf Huber: Deutsche Verfassungsgeschichte seit 1789. Band VI: Die Weimarer Reichsverfassung. W. Kohlhammer, Stuttgart [u. a.] 1981, S. 448.
36. ↑  Ernst Rudolf Huber: Deutsche Verfassungsgeschichte seit 1789. Band VI: Die Weimarer Reichsverfassung. W. Kohlhammer, Stuttgart [u. a.] 1981, S. 320.
37. ↑  Ernst Rudolf Huber: Deutsche Verfassungsgeschichte seit 1789. Band VI: Die Weimarer Reichsverfassung. W. Kohlhammer, Stuttgart [u. a.] 1981, S. 319 f.
38. ↑  Vgl. Oscar W. Gabriel, Everhard Holtmann: Handbuch Politisches System der Bundesrepublik Deutschland. 3. Auflage. Oldenbourg, München 2005, ISBN 3-486-27343-4, S. 165.
39. ↑  Heinrich August Winkler: Der lange Weg nach Westen. Deutsche Geschichte 1806–1933. Bonn 2002, S. 407.
40. ↑  Gerhard Schulz: Zwischen Demokratie und Diktatur: Verfassungspolitik und Reichsreform in der Weimarer Republik, Bd. 2. Deutschland am Vorabend der Großen Krise. Walter de Gruyter, Berlin / New York 1987, ISBN 3-11-002486-1, S. 238–240.
41. ↑  Friedrich Karl Fromme: Von der Weimarer Verfassung zum Bonner Grundgesetz – Die verfassungspolitischen Folgerungen des Parlamentarischen Rates aus Weimarer Republik und nationalsozialistischer Diktatur. J. C. B. Mohr (Paul Siebeck), Tübingen 1962, S. 74.
42. ↑  Willibalt Apelt: Geschichte der Weimarer Verfassung. 2. Auflage. C. H. Beck’sche Verlagsbuchhandlung. München/Berlin 1964 (1946), S. 427, 431.
43. ↑  Ernst Rudolf Huber: Deutsche Verfassungsgeschichte seit 1789. Band VI: Die Weimarer Reichsverfassung. W. Kohlhammer, Stuttgart [u. a.] 1981, S. 323.
44. ↑  Ernst Rudolf Huber: Deutsche Verfassungsgeschichte seit 1789. Band VI: Die Weimarer Reichsverfassung. W. Kohlhammer, Stuttgart [u. a.] 1981, S. 323/324.
45. ↑  Ernst Rudolf Huber: Deutsche Verfassungsgeschichte seit 1789. Band VII: Ausbau, Schutz und Untergang der Weimarer Republik. W. Kohlhammer, Stuttgart [u. a.] 1984, S. 1278/1279.
46. ↑  Ernst Rudolf Huber: Deutsche Verfassungsgeschichte seit 1789. Band VII: Ausbau, Schutz und Untergang der Weimarer Republik. W. Kohlhammer, Stuttgart [u. a.] 1984, S. 1100.
47. ↑  Willibalt Apelt: Geschichte der Weimarer Verfassung. 2. Auflage. C. H. Beck’sche Verlagsbuchhandlung. München/Berlin 1964 (1946), S. 99.
48. ↑  Friedrich Karl Fromme: Von der Weimarer Verfassung zum Bonner Grundgesetz – Die verfassungspolitischen Folgerungen des Parlamentarischen Rates aus Weimarer Republik und nationalsozialistischer Diktatur. J. C. B. Mohr (Paul Siebeck), Tübingen 1962, S. 27/28.
49. ↑  Friedrich Karl Fromme: Von der Weimarer Verfassung zum Bonner Grundgesetz – Die verfassungspolitischen Folgerungen des Parlamentarischen Rates aus Weimarer Republik und nationalsozialistischer Diktatur. J. C. B. Mohr (Paul Siebeck), Tübingen 1962, S. 33/34.
50. ↑  Roman Herzog: Relikte des konstitutionellen Verfassungswesens im Grundgesetz. In: Karl Dietrich Bracher u. a. (Hrsg.): Staat und Parteien. Festschrift für Rudolf Morsey zum 65. Geburtstag. Berlin 1992, S. 85–96.
51. ↑  Friedrich Karl Fromme: Von der Weimarer Verfassung zum Bonner Grundgesetz – Die verfassungspolitischen Folgerungen des Parlamentarischen Rates aus Weimarer Republik und nationalsozialistischer Diktatur. J. C. B. Mohr (Paul Siebeck), Tübingen 1962, S. 56/57.
52. ↑  Gesetz über das Staatsoberhaupt des Deutschen Reichs, 1. August 1934:
„§ 1. Das Amt des Reichspräsidenten wird mit dem des Reichskanzlers vereinigt. Infolgedessen gehen die bisherigen Befugnisse des Reichspräsidenten auf den Führer und Reichskanzler Adolf Hitler über. Er bestimmt seinen Stellvertreter.“
53. ↑  Klaus Hildebrand: Das Dritte Reich. 2009, S. 17.
54. ↑  Thomas Olechowski: Rechtsgeschichte. 3. Auflage. 2010, S. 219.
55. ↑  Vgl. dazu das am 13. Dezember 1934 erlassene und ausgefertigte, aber nicht veröffentlichte Gesetz über den Nachfolger des Führers und Reichskanzlers sowie das politische Testament Adolf Hitlers.
56. ↑  Gemäß § 7 des Gesetzes über die vorläufige Reichsgewalt (RGBl. 1919, S. 169) und Art. 180 Satz 2 Verfassung des Deutschen Reichs (RGBl. 1919, S. 1838), jeweils abgerufen am 25. Juni 2013.
57. ↑  Gesetz zur Änderung des Artikel 180 der Reichsverfassung vom 27. Oktober 1922 (RGBl. 1922, S. 801), abgerufen am 25. Juni 2013.
58. ↑  Entwurf eines Gesetzes über die Stellvertretung des Reichspräsidenten, abgerufen am 12. September 2009. Antrag vom 7. März, beschlossen vom Reichstag am 10., in Kraft getreten am 11. März 1925.
59. ↑  So Andreas Dietz: Das Primat der Politik in kaiserlicher Armee, Reichswehr, Wehrmacht und Bundeswehr (= Jus Publicum; Bd. 210), Mohr Siebeck, Tübingen 2011, S. 356–357.
60. ↑  Vgl. Ian Kershaw: Führer und Hitlerkult. In: Wolfgang Benz, Hermann Graml, Hermann Weiß (Hrsg.): Enzyklopädie des Nationalsozialismus. 3., korr. Auflage. Klett-Cotta, Stuttgart 1998, ISBN 3-608-91805-1, S. 22–33, hier S. 28.
61. ↑  Verordnung zur Durchführung der Volksabstimmung über das Staatsoberhaupt des Deutschen Reichs (3. August 1934), in: documentArchiv.de.
62. ↑  Näher dazu Otmar Jung: Plebiszit und Diktatur: die Volksabstimmungen der Nationalsozialisten (= Beiträge zur Rechtsgeschichte des 20. Jahrhunderts. Bd. 13). Mohr, Tübingen 1995, ISBN 3-16-146491-5, S. 64, 68.
63. ↑  Erlaß des Reichskanzlers zum Vollzug des Gesetzes über das Staatsoberhaupt des Deutschen Reichs vom 1. August 1934 (2. August 1934). In: documentArchiv.de. Eine Ansicht in Originaltypografie bietet die Österreichische Nationalbibliothek: Reichsgesetzblatt 1934 I, S. 745–763.
64. ↑  Vgl. hierzu Rundschreiben vom 26. Juni 1943 – Rk. 7669 E – an alle Behörden des Reiches (PDF; 381 kB).
65. ↑  Am Abend des 1. Mai 1945 verkündete Großadmiral Dönitz über den Reichssender Hamburg, Hitler sei „gefallen“; an diesem Tag trat er das Amt an der Spitze des NS-Staates an. Vgl. DRA: Hinweisdienst Wort 2005 (25. Todestag Karl Dönitz) (Memento vom 20. Oktober 2014 im Internet Archive), Stiftung Deutsches Rundfunkarchiv, abgerufen am 28. Oktober 2014.